# Естер Форбс
Естер Лујза Форбс (28. јун 1891 − 12. август 1967) била је амерички романописац, историчарка и писац за децу која је добила Пулицерову награду и Њубери медаљу. Била је прва жена изабрана за чланство у Америчком антикварском друштву.

## Младост и образовање
Естер Форбс рођена је у породици Вилијама и Харијете Мерифилд Форбс 28. јуна 1891. године у Вестбороу, Масачусетс. Са породицом се преселила у Вустер, Масачусетс, 1898. године. Похађала је школу Банкрофт у Вустеру, а од 1909. до 1912. похађала је Брадфорд Академију, нижи колеџ у Брадфорду, Масачусетс.
1916. године придружила се старијим сестрама Корнелији и Катарини у Медисону, у држави Висконсин, где је Корнелија била на постдипломским студијама, а Катарина је предавала. У то време похађала је наставу на Универзитету у Висконсину.

## Каријера
Док је била у Висконсину, придружила се уредништву часописа Wisconsin Literary Magazine, заједно са још једном будућом добитницом Пулицерове награде, Марџори Кинан Роулингс. 1919. године вратила се у Вустер и крајем децембра почела да ради у уредништву Houghton Mifflin Harcourt у Бостону. Од 1924. до 1926. писала је чланке за Boston Evening Transcript.
Удала се за Алберта Л. Хоскинса млађег, адвоката, 14. јануара 1926. године и напустила Houghton Mifflin Harcourt. Пар се преселио у Њујорк. Њен први роман, O Genteel Lady! (О, племенита госпођо) објављен је 1926. године и изабран је као друга књига за Клуб књиге месеца. 1928. године објављено је Огледало за вештице. 1933. године она и Алберт Хоскинс су се развели. Иако је задржала своје венчано име, писала је под својим девојачким презименом, Естер Форбс.
Форбсова се вратила у Вустер 1933. године, где је живела са мајком и неожењеном браћом и сестрама.
1935. године објављена је  Госпођица Марвел, 1937. Рај и 1938. године, Генералова госпођа. Сваки од њих био је историјски роман смештен у Нову Енглеску од колонијалних времена до раних година Републике.
У паузи од своје фантастике, Форбс је написала коначну биографију Пола Ривиера, Пола Ривиер и свет у ком је живео (1942), за који је 1943. године добила Пулицерову награду за историју. Такође 1943. године, добила је почасну докторску диплому на Универзитету Кларк.
1943. објављено је њено најпознатије дело Џони Тремејн, за које је 1944. године добила награду Њубери. 1946. објављен је Американац Пол Ривиер, а 1947. објављена је Бостонска књига.
1947. године примила је награду Метро-Голдвин-Мајер за роман од 150.000 америчких долара за своју тада предстојећу књигу The Running of the Tide (Кретање плиме), објављену 1948. године. 1949. године изабрана је за члана Америчке академије науке и уметности. Дуга на путу објављена је 1954. године. 1960. Естер Форбс постала је прва жена изабрана за чланство у Америчком антикварском друштву.

## Смрт
Форбовас је умрла 12. августа 1967. у Вустеру, од реуматске болести срца. Њени рукописи донирани су Универзитету Кларк у Вустеру. Ауторска права за њена дела дониране су Америчком антикварском друштву, које такође има белешке о истраживању њеног недовршеног рада на вештичарству у раној Новој Енглеској.

## Радови
- Ох Племенита госпођо! (1926)
- Огледало за вештице (1928)
- Госпођица Марвел (1935. историја о једној породици из Вустера)
- Рај (1937)
- Дама генерала (историјски роман из 1938)
- Пол Ривиер и свет у коме је живео (биографија 1942)
- Џони Тремејн (роман из 1943)
- Бостонска књига (сликовни есеј 1947)
- Американац Пол Ривиер (сликовни есеј из 1948)
- Кретање плиме (1948)
- Дуга на путу (1954)